# Harald Schmied
Harald Peter Schmied (* 13. Mai 1968; † 14. Oktober 2018) war Leiter der Abteilung für Kommunikation & Fundraising der Caritas der Diözese Graz-Seckau und war zusammen mit Mel Young Gründer des Homeless World Cup.

## Leben
Aufgewachsen in Feistritz bei Knittelfeld als Sohn des langjährigen Bürgermeisters und Volksschuldirektors Heinz Schmied war Harald Schmied nach der Schulausbildung am BG/BRG Knittelfeld bzw. an der Shakopee Senior High School in Minnesota und seinem Studium in Graz in den Jahren 1998 bis 2004 Chefredakteur der Straßenzeitung Megaphon. In dieser Funktion entwickelte er zusammen mit Mel Young bei einer Konferenz in Kapstadt die Idee für ein internationales Fußball-Turnier mit Teams aus Obdachlosen. Dieses Turnier – der spätere Homeless World Cup – wurde im Rahmen von Graz Kulturhauptstadt Europa 2003 als Homeless Streetsoccer World Cup im Grazer Stadtzentrum erstmals umgesetzt.
Schmied war verheiratet, hatte zwei Söhne und lebte in Graz.

## Anerkennungen
- Im März 2004 wurde Harald Schmied für seine Leistungen von Landeshauptmann Waltraud Klasnic mit dem Menschenrechtspreis des Landes Steiermark ausgezeichnet.[5] Im selben Jahr verließ er das Megaphon und widmete sich über zwei Jahre lang ausschließlich der Weiterentwicklung des Homeless World Cup. Am 26. August 2005 erhielt er gemeinsam mit dem Mitbegründer Mel Young aus den Händen von Ronaldinho den UEFA Charity Cheque, einen mit 1 Million Schweizer Franken dotierten Preis.[6]
- Im März 2017 erhielt Harald Schmied das Goldene Verdienstzeichen der Republik Österreich für die Mitbegründung und die langjährige Mitorganisation des Homeless World Cup.[7] Harald Schmied wurde weiters im Dezember 2017 zusammen mit Gilbert Prilasnig für seinen sozialen Einsatz mit dem Grazer Menschenrechtspreis ausgezeichnet.[8]